# Igarjuaq
Igarjuaq, tidigare benämnd Iqitarjuaq Island, är en ö i Kanada.   Den ligger i territoriet Nunavut, i den östra delen av landet, 2 500 km norr om huvudstaden Ottawa. Arean är 9,1 kvadratkilometer.
Terrängen på Igarjuaq är lite kuperad. Öns högsta punkt är 446 meter över havet. Den sträcker sig 6,4 kilometer i nord-sydlig riktning, och 3,0 kilometer i öst-västlig riktning.
Trakten runt Igarjuaq är nära nog obefolkad, med mindre än två invånare per kvadratkilometer.